# Bernard Delfgaauw
Bernardus Maria Ignatius Delfgaauw (Amsterdam, 24 november 1912 – Haren, 20 augustus 1993) was een Nederlandse filosoof.
Hij studeerde Nederlands en (thomistische) filosofie aan de Universiteit van Amsterdam.

## Biografie
In 1947 promoveerde Delfgaauw op het proefschrift Het spiritualistisch existentialisme van Louis Lavelle. Hij was vervolgens leraar Nederlands en Hebreeuws aan het Triniteitslyceum in Haarlem en privaatdocent existentiefilosofie aan de Universiteit van Amsterdam. In 1961 werd hij benoemd tot hoogleraar filosofie aan de Rijksuniversiteit Groningen, een functie die hij tot en met 1982 vervulde.
In 1951 publiceerde Delfgaauw zijn Beknopte geschiedenis van de wijsbegeerte. Dit boek beleefde een enorm succes. Enkele generaties studenten in binnen- en buitenland hebben het bestudeerd. In 1957 publiceerde hij het vervolg, Wijsbegeerte van de 20e eeuw. Ook dit beleefde vele herdrukken en is later door Frans van Peperstraten aangevuld.
Delfgaauw speelde een bijzondere rol na het verbod in 1967 op de leuze: 'Johnson moordenaar'. Johnson was een van de Amerikaanse presidenten die oorlog voerde tegen Vietnam. De leuze werd verboden omdat zij een belediging inhield voor een bevriend staatshoofd. (Overigens werd op demonstraties het verbod ludiek omzeild door de slogan "Johnson molenaar".) Delfgaauw bracht uitkomst door het protest te herformuleren: "Gemeten naar de maatstaven van Neurenberg en Tokio zijn Johnson, zijn naaste medewerkers en generaals oorlogsmisdadigers" ('Neurenberg' en 'Tokio' verwijzen naar oorlogstribunalen). Hij werd voor die uitspraak niet vervolgd. Toen echter in maart 1968 het Provo-blad 'God, Nederland & Oranje' een cartoon van Delfgaauw plaatste, met in grote letters 'Johnson moordenaar' in een tekstballon, werd het blad in beslag genomen.

## Werken van Delfgaauw

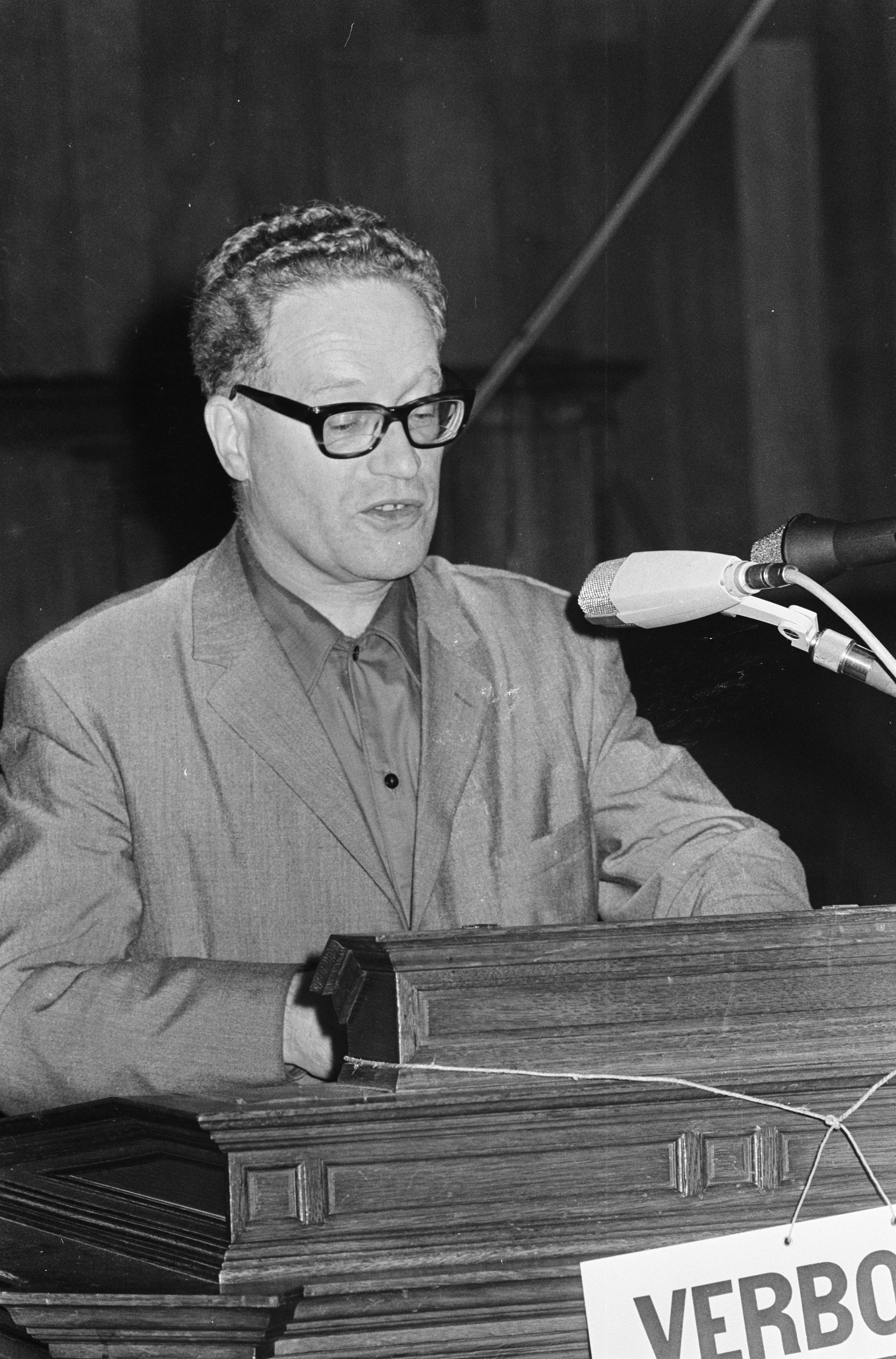
Delfgaauw (1967)

- Nut en methode van Ruusbroec-vertaling, in "Annuarium der Roomsch-Katholieke Studenten in Nederland", jaargang 1937.
- Het spiritualistisch existentialisme van Louis Lavelle, proefschrift Universiteit van Amsterdam, Noord-Hollandsche Uitgeversmaatschappij, 1947.
- Wat is existentialisme? Amsterdam, Noord-Hollandsche Uitgeversmaatschappij, 1948.
- Heidegger en Sartre, in "Tijdschrift voor Philosophie", jaargang 1948.
- Vrijheid van denken, in "Kultuurleven", jaargang 1949, aflevering 2.
- Beknopte geschiedenis van de wijsbegeerte, Amsterdam, Het Wereldvenster, 1951.
- Waarom philosophie? Amsterdam, Van der Peet, 1954.
- De wijsbegeerte van de 20e eeuw, Baarn, Het Wereldvenster, 1957.
- Teilhard de Chardin, Baarn, Het Wereldvenster, 1961.
- Het vraagstuk van het materialisme, Baarn, Het Wereldvenster, 1961
- Geschiedenis en vooruitgang, Baarn, Het Wereldvenster, 1961.
- De jonge Marx, Baarn, Het Wereldvenster, 1962.
- Filosofische geschriften: Rudolf Eucken, Henri Bergson, Bertrand Russell (inl. door R.F. Beerling en Delfgaauw), Hasselt, Heideland, 1963.
- Aspecten van de Koude Oorlog, met bijdragen van Delfgaauw, Assen, Van Gorcum, 1964.
- Over de schreef : christendom en humanisme, communisme en democratie, Baarn, Het Wereldvenster, 1964.
- Evolutie en de filosofie, de biologie, de kosmos, co-auteur, Utrecht, Het Spectrum, 1967.
- Sexualiteit, pauselijk gezag, geweten, Baarn, Het Wereldvenster, 1969.
- Problemen en stromingen in de hedendaagse filosofie, in "Kultuurleven", jaargang 1972, p. 284 t/m 288.
- Morgen is het misschien zo ver, Baarn, Het Wereldvenster, 1973 (m.m.v. Delfgaauw)
- Vietnam: zijn verdragen vodjes papier? Baarn, Het Wereldvenster, 1975, ISBN 9029307463.
- De mythe van de astrologie, Baarn, Het Wereldvenster, 1976 (voorw. van Delfgaauw)
- Wat is existentialisme? Kierkegaard, Marcel, Jaspers, Heidegger, Sartre, Baarn, Het Wereldvenster, 1977, ISBN 9029306165.
- Thomas van Aquino: een kritische benadering van zijn filosofie, Bussum, Het Wereldvenster, 1980, ISBN 9029397314.
- Autobiografie, in "De filosofie van Bernard Delfgaauw", Bussum, Het Wereldvenster, 1982, ISBN 9029306297.
- Filosofie van de grammatica, Houten, Het Wereldvenster, 3 delen, 1984-1987.
- De wijsgerige Thomas : terugblik op het neothomisme, Baarn, Ambo, 1984.
- Thomas van Aquino : de wereld van een middeleeuws denker, Kampen, Kok, 1985.
- De nucleaire dreiging : er is geen weg naar vrede, vrede is de weg, red. met H. Grond, Kampen, Kok Agora, 1985.
- Philosophische Rede vom Menschen : Studien zur Anthropologie Helmuth Plessners (uitgegeven m.m.v. Delfgaauw), Frankfurt a.M., Lang, 1986.
- Van Descartes naar Kant, Kampen, Kok Agora, 1987.
- Filosofie als drijfzand : open brief aan Frits Staal, Kampen, Kok Agora, 1987.
- De (on)redelijkheid van het geloof : briefwisseling over een oude kwestie, Kampen, Kok Agora, 1987.
- Terug naar de werkelijkheid, Kampen, Kok Agora, 1988.
- Plicht en geluk, Kampen, Kok Agora, 1989.
- Kierkegaard en de twintigste eeuw, Kampen, Kok Agora, 1989.
- Zoeken naar het vaste punt, Kampen, Kok Agora, 1990.
- Filosofie van de vervreemding als vervreemding van de filosofie, Kampen, Kok Agora, 4 delen, 1987-1990.
- Denkwegen : Essays van Bernard Delfgaauw, Kampen, Kok Agora, 1992.
- De mens en zijn rechten : een wijsgerige benadering van de Universele Verklaring van de Rechten van de Mens, Kampen, Kok Agora, 1993.

Vertalingen:

(Alle tevens ingeleid en geannoteerd door Delfgaauw)
- Thomas van Aquino: Over het zijnde en het wezen, Kampen, Kok, 1986.
- Immanuel Kant: De eeuwige vrede, Kampen, Kok, 1986.
- Immanuel Kant: Over de gemeenplaats: dat kan in theorie wel juist zijn, maar deugt niet voor de praktijk, Kampen, Kok, 1987.
- Immanuel Kant: Wat is Verlichting? Kampen, Kok, 1988.
- Immanuel Kant: De idee der geschiedenis, Kampen, Kok, 1988.
- Gabriel Marcel: Zijn en Hebben, Utrecht, Bijleveld, 1960 (vert. door E. Brongersma, ingeleid door Delfgaauw).

## Over Delfgaauw
- De filosofie van Bernard Delfgaauw, ed. R. Bakker, H.G. Hubbeling, Bussum, Het Wereldvenster, 1982, ISBN 9029306297